# Phụ kiện thời trang

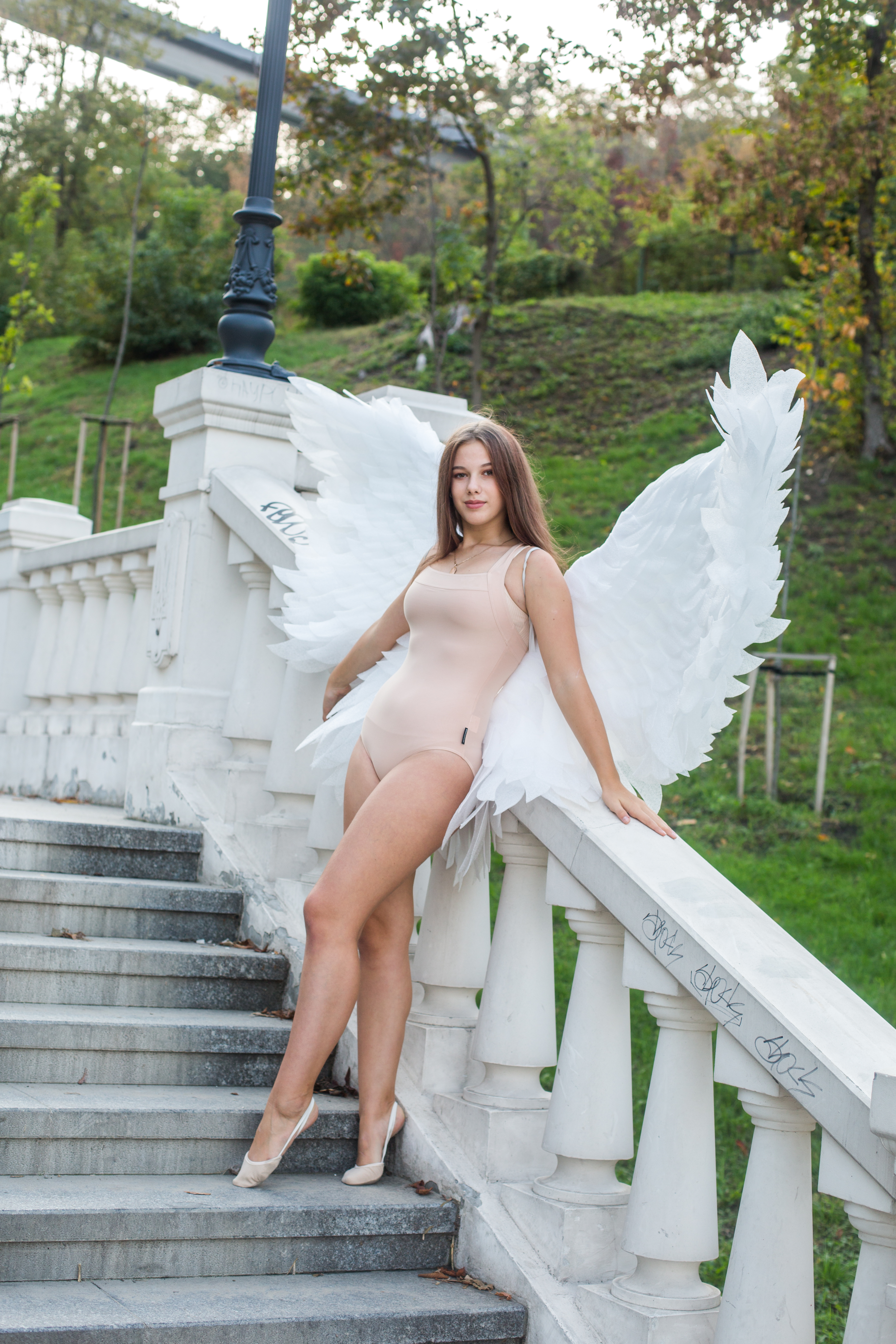
Một người mẫu ở thủ đô Kyiv của Ukraina với phụ kiện thời trang là một đôi cánh thiên thần thắng

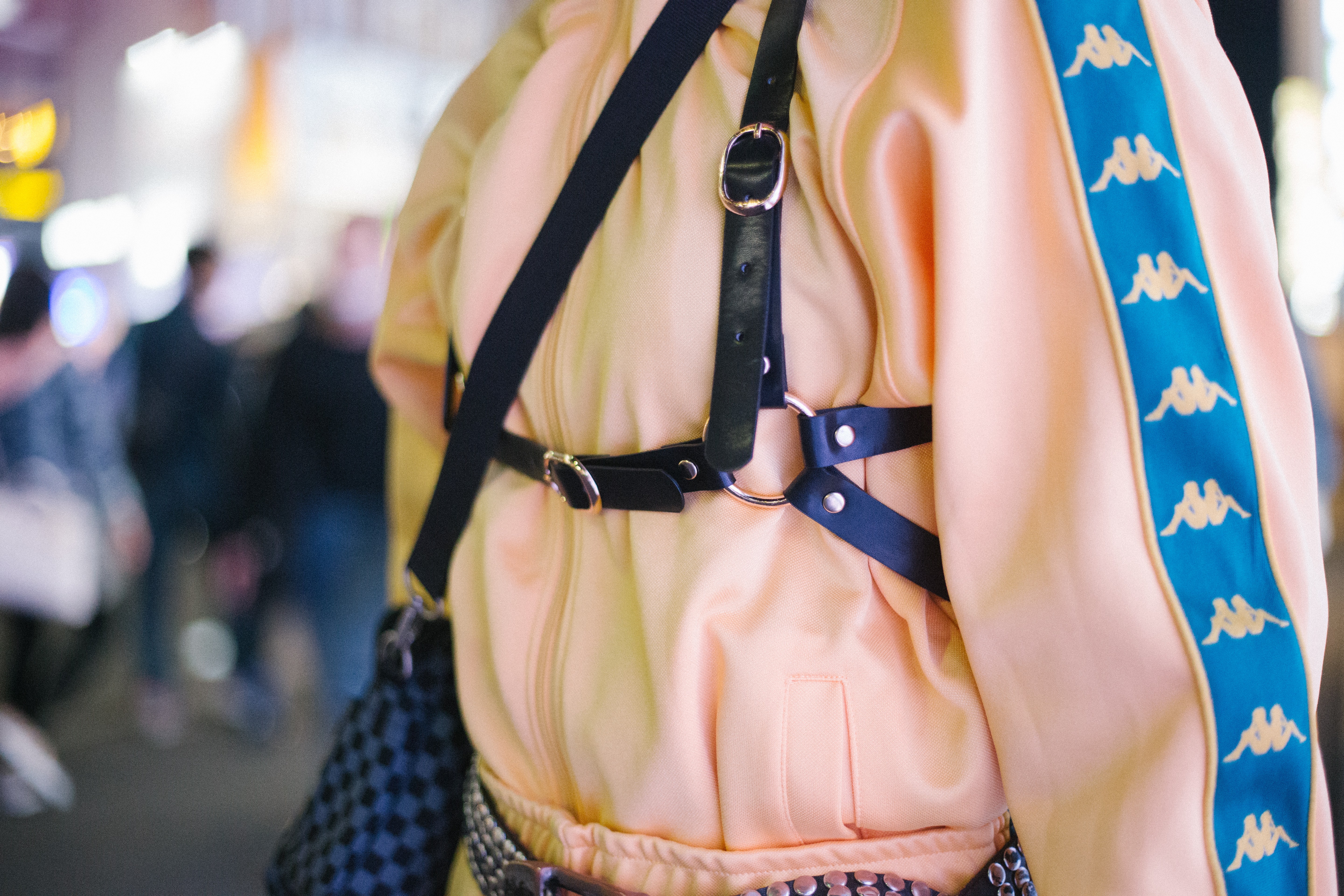
Phụ kiện thời trang thể thao mùa đông

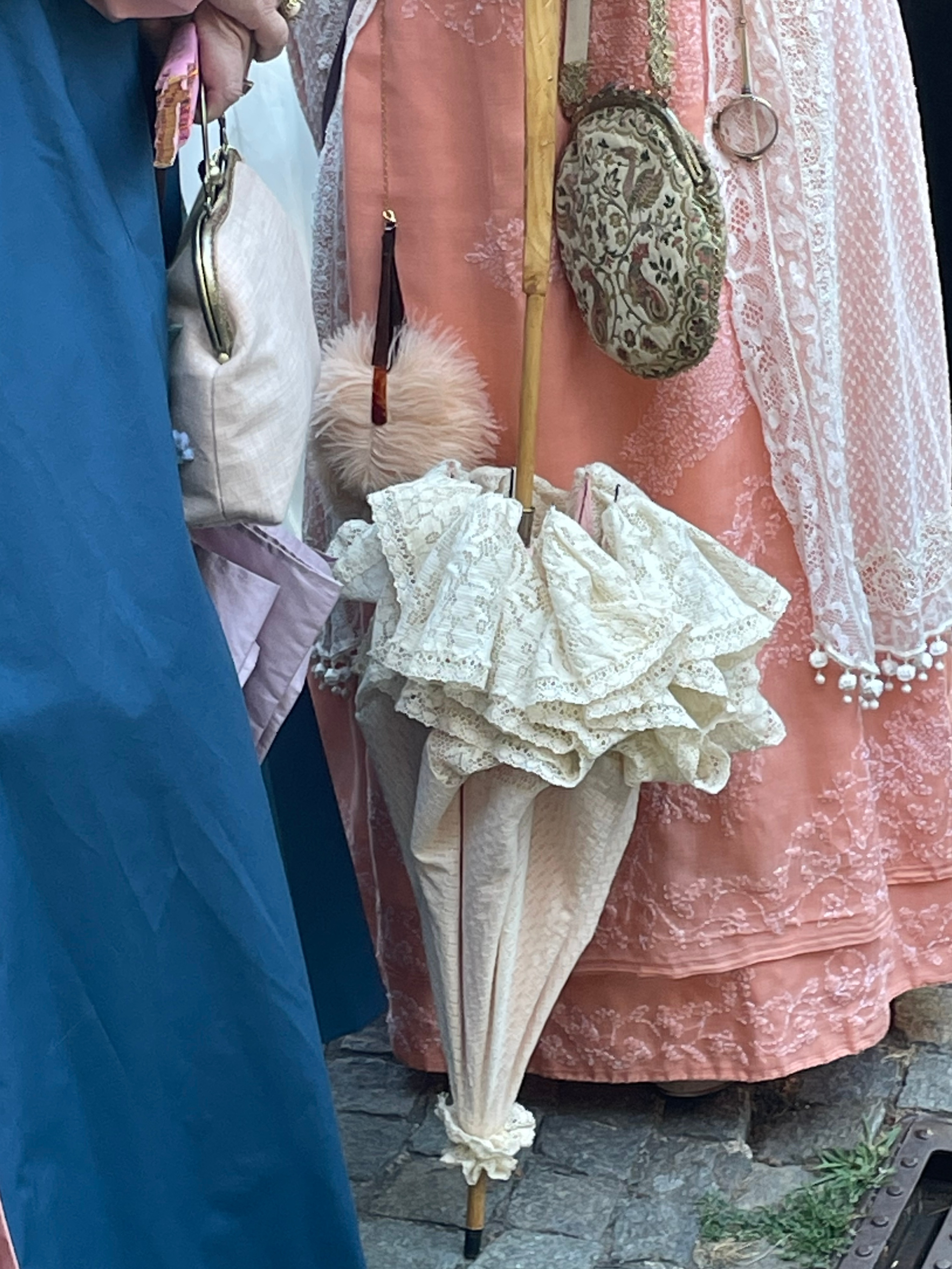
Dù che nắng của các quý cô là một phụ kiện thời trang cổ điển

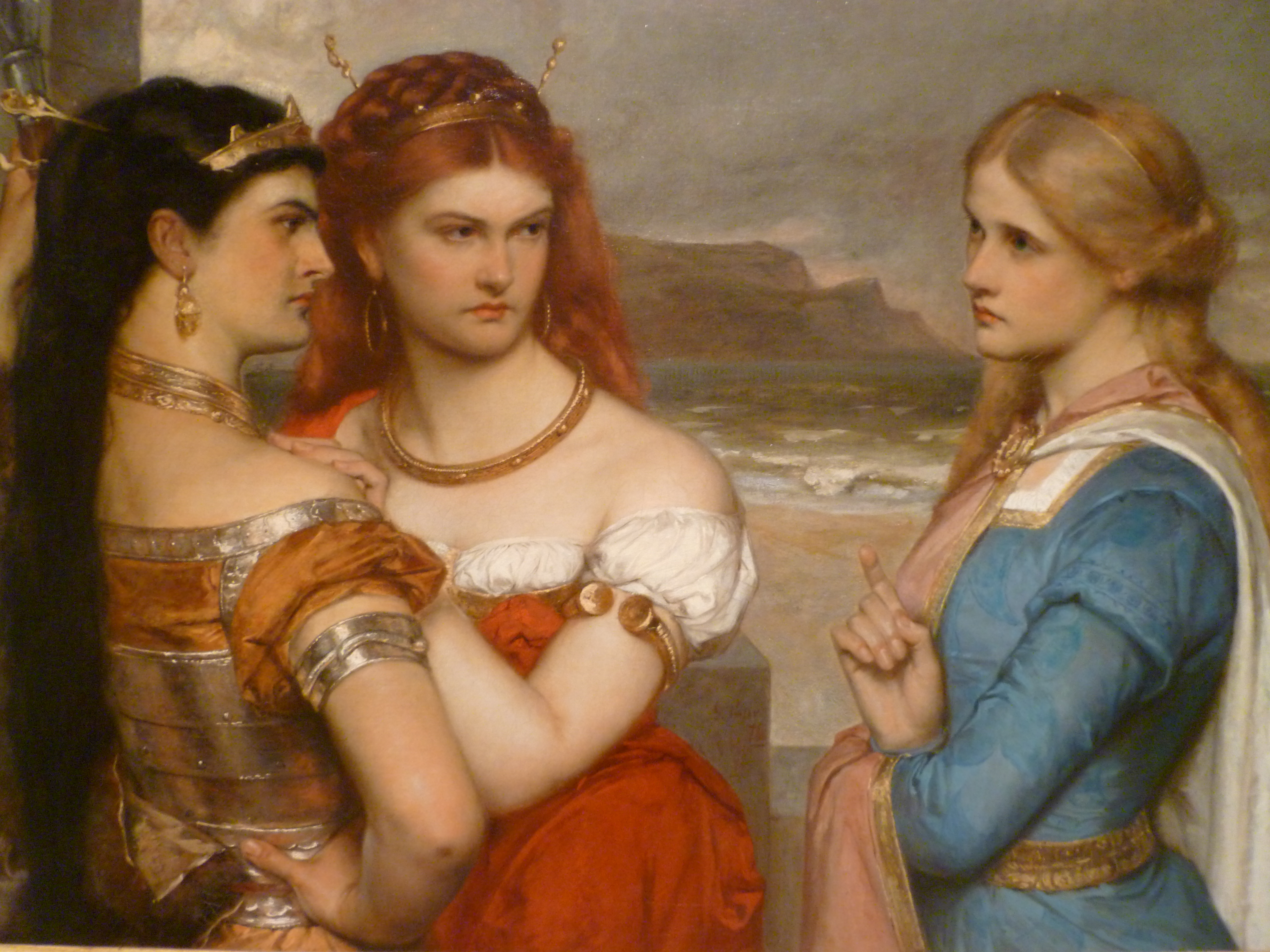
Hoạ phẩm ba cô con gái của vua Lear với các trang sức ăn bận kèm theo bộ váy

Phụ kiện thời trang (Fashion accessory) là những vật phẩm, phục sức được sử dụng kèm theo để góp phần tạo điểm nhấn vào bộ trang phục của người chưng diện đồ. Phụ kiện thời trang thường được chọn để phối đồ trang phục và tôn lên vẻ ngoài của người bận đồ. Những phục sức phối đồ này có khả năng thể hiện bản sắc và tính cách, kiểu cách của một cá nhân. Phụ kiện ăn mặc có nhiều hình dạng, kích thước, màu sắc khác nhau. Thuật ngữ phụ kiện thời trang bắt đầu được sử dụng vào thế kỷ XVI. Trong thời trang Victoria, các phụ kiện như quạt tay, ô dù và găng tay có ý nghĩa quan trọng đối với cách phụ nữ trải nghiệm giới tính, chủng tộc và đẳng cấp quyền quý. Trong thời đại này, phụ nữ có xu hướng và mong muốn có lối sống nhàn nhã hơn, do đó, phụ nữ thường sử dụng găng tay nhung để che tay và che giấu mọi dấu hiệu của một người từng làm lụng. Vào đầu thế kỷ XVI, ở Ý, huy hiệu mũ được những người đàn ông có địa vị xã hội cao đeo như một vật trang trí, bắt chước huy hiệu mũ mà quân đội hay đeo. Huy hiệu mũ thường được đeo cùng với một thanh kiếm và chuôi kiếm (đốc kiếm) trang trí. Huy hiệu mũ được thiết kế thường mô tả một cảnh có liên quan cá nhân đến người đeo.
Phụ kiện thời trang về đại thể có thể được phân chia thành hai kiểu gồm dòng phụ kiện mang (cầm tay) theo và dòng phụ kiện đeo. Phụ kiện mang theo bao gồm ví và túi xách, quạt tay, ô và dù, ví đựng tiền, gậy batoong và kiếm nghi lễ (gươm kiểng trảng trí). Các phụ kiện đeo bao gồm cà vạt, cà vạt nơ, mũ, mũ trùm đầu, thắt lưng và dây đeo, găng tay, khăn tay lông, vòng cổ, vòng tay, đồng hồ đeo tay (nhiều nhà sản xuất đồng hồ đã tận dụng sự chấp nhận đồng hồ như một phụ kiện thời trang và đã ký kết các thỏa thuận cấp phép với các nhà thiết kế), kính mắt, dây thắt lưng, khăn choàng, khăn quàng cổ, dây buộc, vớ, ghim cài, xỏ khuyên, nhẫn, vớ và dây buộc tóc (nơ). Giày, ủng, giày thể thao và tất cả các loại giày dép không phải là phụ kiện mà là đồ xỏ chân. Loại phụ kiện mà một cá nhân chọn đeo hoặc mang theo để bổ sung cho trang phục của mình có thể được xác định bởi một số yếu tố, bao gồm bối cảnh cụ thể của nơi mà cá nhân đó sẽ đến. Ví dụ, nếu một cá nhân đi làm, lựa chọn phụ kiện của họ sẽ khác với người đi uống (nhậu) hoặc ăn tối do đó, tùy thuộc vào công việc hoặc vui chơi, các phụ kiện khác nhau sẽ được chọn để mặc kèm theo. Tương tự như vậy, tình trạng kinh tế, tôn giáo và nền tảng văn hóa của một cá nhân cũng sẽ là một yếu tố góp phần tạo sự khác biệt.